# From the Heart (album de Geoffrey Oryema)
Albums de Geoffrey Oryema
Words
From the Heart est le sixième album du musicien Geoffrey Oryema.
L'album sorti en 2010 comporte dix pistes dont une bonus.

## Liste des pistes
1. How Long Will It Take (4:09)
2. Leaving Town (4:12)
3. Bombs Are Faillings (5:13)
4. Feeling Lonely (3:47)
5. Looking for Love (6:34)
6. Tribal War (5:59)
7. 1964 (5:01)
8. La Lettre (6:06)
9. Lights Are Dim (6:22)
10. Bonus Track (5:44)